# Hymn Dżibuti
Hymn państwowy Dżibuti został zaakceptowany po uzyskaniu niepodległości w 1977 roku. Słowa napisał Aden Elmi w języku somalijskim, a muzykę skomponował Abdi Robleh.

## Tekst
| Wersja oryginalna | Tłumaczenie polskie | Tłumaczenie angielskie |
| --- | --- | --- |
| Hinjinne u sara kaca Calankaan harraad iyo Haydaar u mudateen. Hir cagaarku qariyayiyo Habkay samadu tahayoo Xiddig dhi igleh hoorshoo Caddaan lagu hadheeyaay. Maxaa haybad kugu yaal. | Powstańcie z siłą! To ona wzniosła naszą flagę, Flagę, która drogo nas kosztowała Klęskami pragnienia i bólu. O flago nasza! Twoimi barwami są nieśmiertelna zieleń Ziemi, Błękit nieba oraz biel - kolor pokoju; A pośrodku czerwona gwiazda z krwi. O flago nasza, cóż za wspaniały widok! | Arise with strength! For we have raised our flag, The flag which has cost us dear With extremes of thirst and pain. Our flag, whose colours are the everlasting green of the earth, The blue of the sky, and white, the colour of peace; And in the centre the red star of blood. Oh flag of ours, what a glorious sight! |